# Horace F. Graham

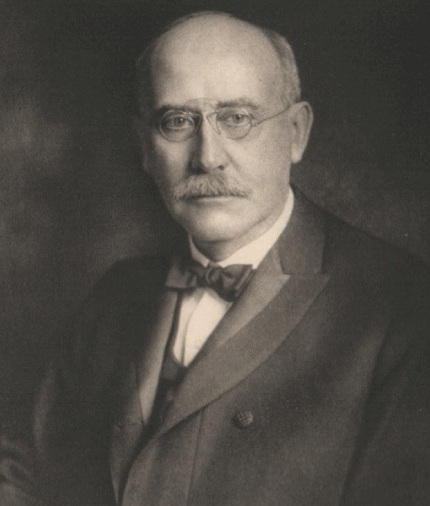
Horace F. Graham

Horace French Graham (* 7. Februar 1862 in Brooklyn, New York; † 23. November 1941 in Craftsbury, Vermont) war ein US-amerikanischer Politiker und von 1917 bis 1919 Gouverneur des Bundesstaates Vermont.

## Frühe Jahre und politischer Aufstieg
Horace Graham besuchte das City College of New York und studierte anschließend bis 1888 an der Columbia University Jura. Danach zog er nach Craftsbury in Vermont, wo er als Anwalt arbeitete. Graham wurde Mitglied der Republikanischen Partei. Zwischen 1892 und 1900 war er Abgeordneter im Repräsentantenhaus von Vermont und von 1898 bis 1902 war er Bezirksstaatsanwalt im Orleans County. Im Jahr 1900 gehörte er zu den Wahlmännern für Präsident William McKinley. Zwischen 1902 und 1916 war er Leiter des Rechnungshofs (State Auditor) von Vermont. Ab 1913 war er auch Mitglied des Bildungsausschusses seines Staates. Im Jahr 1916 wurde Horace Graham zum neuen Gouverneur gewählt.

## Gouverneur von Vermont
Graham trat seine zweijährige Amtszeit am 4. Januar 1917 an. Seine Regierung war von den Ereignissen des Ersten Weltkrieges geprägt, zu dem auch Vermont seinen Teil beitragen musste. Auch hier, wie überall in den Vereinigten Staaten, musste die Produktion auf dem Rüstungsbedarf umgestellt werden. Junge Männer wurden gemustert und den Streitkräften zugeführt, Treibstoffe und Lebensmittel wurden rationiert. Neben diesen kriegsbedingten Ereignissen wurde damals eine Kommission ins Leben gerufen, die die Bücher aller Regierungsbehörden überprüfte. Steuerpflichtige Frauen erhielten damals auf lokaler Ebene das Wahlrecht. Außerdem wehrte sich der Staat Vermont gegen Versuche der Bundesregierung, sich Steuergeldern, die dem Bundesstaat zustanden, zu bemächtigen.
Allerdings machte Graham damals auch negative Schlagzeilen. Eine Untersuchungskommission kam zu dem Ergebnis, dass während seiner Zeit als Leiter des Rechnungshofs eine große Menge von Geldern unkontrolliert verschwunden war. Graham zahlte das Geld aus eigener Tasche zurück und wurde später von einem Gericht verurteilt, aber von seinem Amtsnachfolger Percival W. Clement begnadigt. Graham beteuerte immer wieder seine persönliche Unschuld an diesen Vorgängen, übernahm aber als damaliger Leiter des Rechnungshofes die Verantwortung für den Schaden.

## Weiterer Lebenslauf
Nach dem Ende seiner Gouverneurszeit am 9. Januar 1919 zog sich Graham zunächst aus der Politik zurück. Seine persönliche Integrität wurde trotz des Skandals nicht in Frage gestellt. Zwischen 1923 und 1924 war er nochmals Abgeordneter im Repräsentantenhaus seines Staates. Dabei wurde er sogar von der Demokratischen Partei unterstützt. 1933 war er Mitglied einer Kommission zur Überarbeitung der Staatsverfassung. Horace Graham starb im November 1941.